# 巴亚尔克
巴亚尔克（西班牙語：Bayarque）是西班牙安达卢西亚自治区阿尔梅里亚省的一个市镇。总面积26km2, 总人口221人（2001年），人口密度9人/km2。